# Pomnik Fryderyka Chopina w Tiranie
Pomnik Fryderyka Chopina w Tiranie – pomnik autorstwa polskiego rzeźbiarza Andrzeja Renesa, ufundowany przez Międzynarodową Fundację im. Fryderyka Chopina, został odsłonięty 12 listopada 2003 przez Aleksandra Kwaśniewskiego. 
Pomnik znajduje się przy Placu Chopina (alb. Sheshi Fryderyk Chopin) w południowej części miasta. Jest to jedyny pomnik kompozytora w Albanii.